# C. Herschel (cràter)
C. Herschel és un petit cràter d'impacte de la Lluna que es troba a la part occidental de la Mare Imbrium. És un element relativament aïllat dins de la gran extensió de la mar lunar. Al sud-sud-oest apareix Heis, un cràter similar.

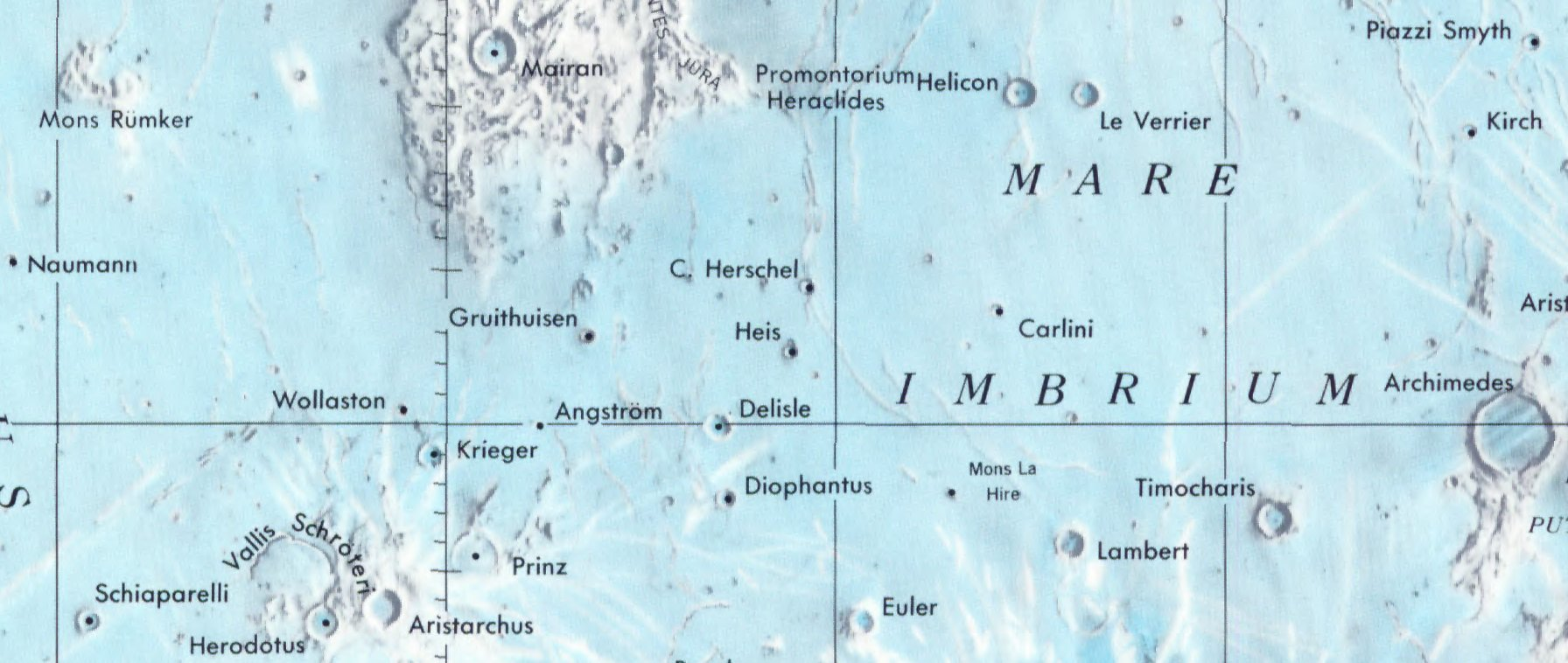
Localització de C. Herschel (centre de la imatge)
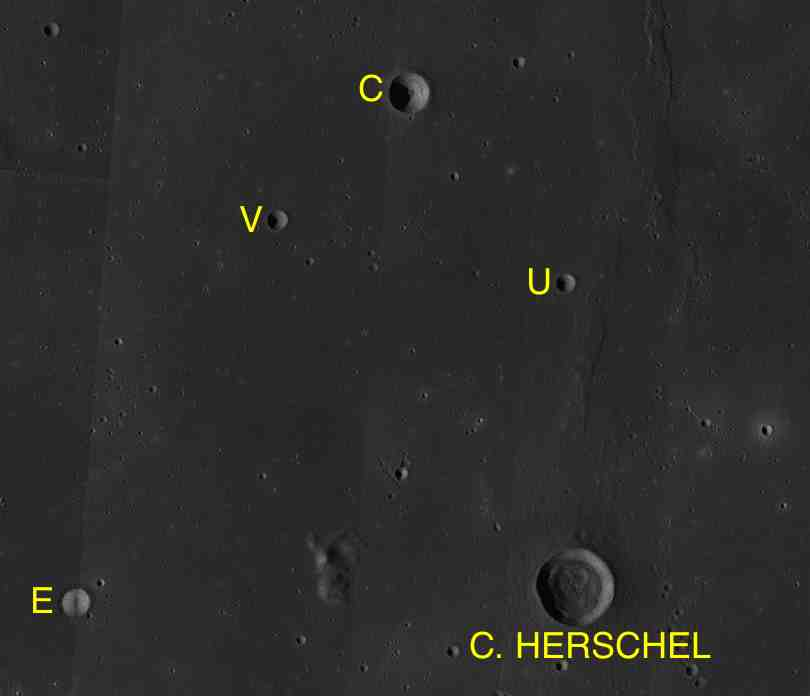
Cràters satèl·lit

És una formació circular, en forma de bol que no ha patit una erosió significativa. El sòl interior té el mateix albedo baix que lamar lunar circumdant.

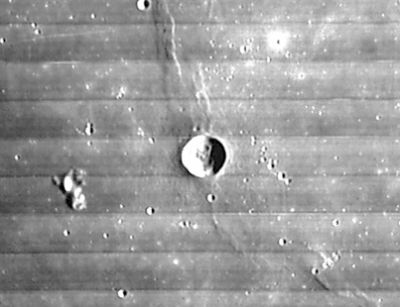
Fotografia de la missió Lunar Orbiter 4
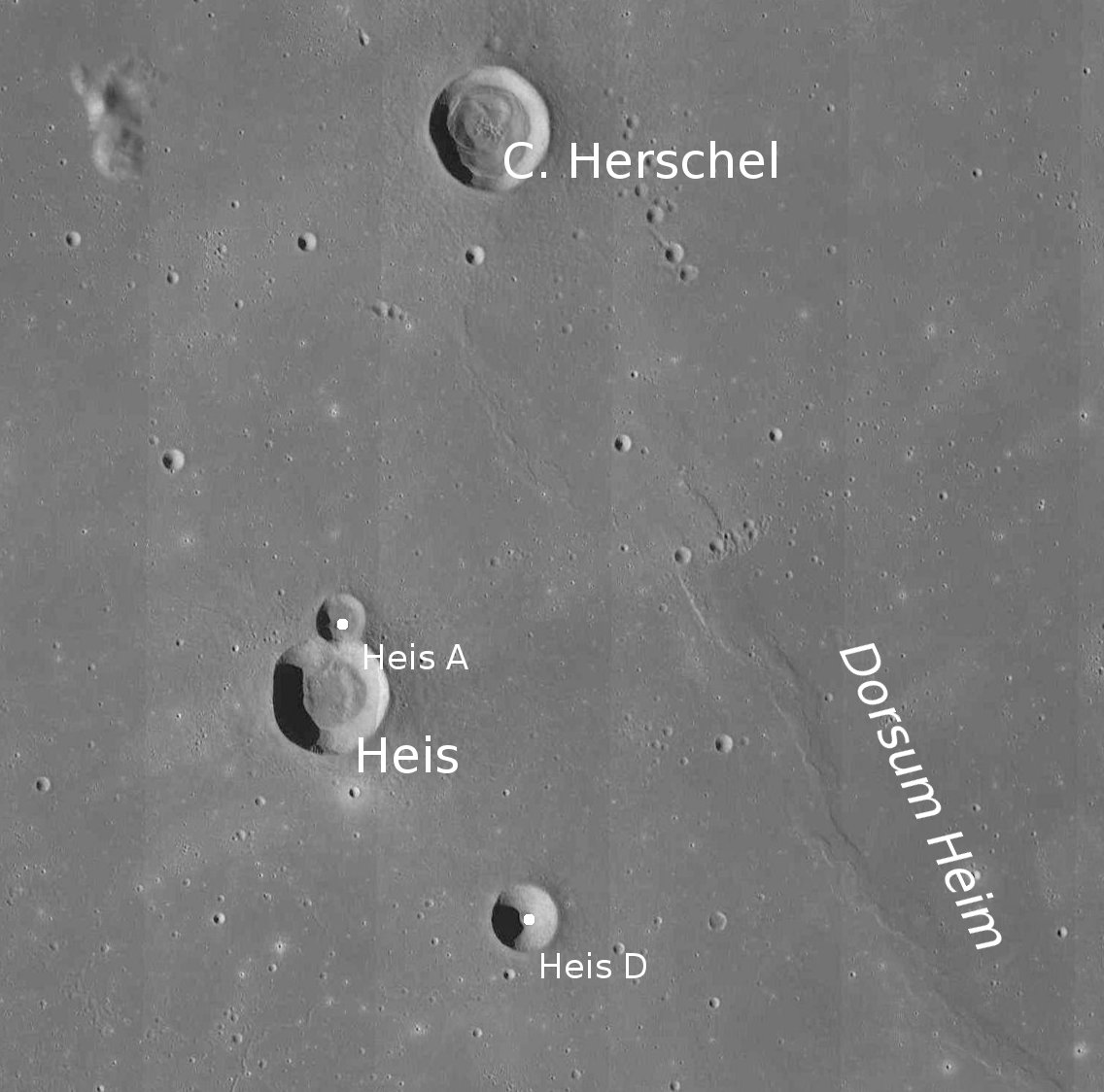
Fotografia de la missió Lunar Reconnaissance Orbiter

C. Herschel es troba en una dorsum de la mar lunar anomenada Dorsum Heim. Porta el nom de l'astrònoma germano-britànica Caroline Herschel.

## Cràters satèl·lit
Per convenció aquests elements són identificats en els mapes lunars posant la lletra en el costat del punt central del cràter que està més proper a C. Herschel .
| C. Herschel | Coordenades                          | Diàmetre |
| ----------- | ------------------------------------ | -------- |
| C           | 37° 12′ N, 32° 30′ O / 37.2°N,32.5°O | 7 km     |
| E           | 34° 12′ N, 34° 42′ O / 34.2°N,34.7°O | 5 km     |
| U           | 36° 12′ N, 31° 30′ O / 36.2°N,31.5°O | 3 km     |
| V           | 36° 24′ N, 33° 30′ O / 36.4°N,33.5°O | 4 km     |